# Повесть о нашествии Батыя
Повесть о нашествии Батыя — летописный рассказ о завоевании Руси монголами, помещённый в летописях под 6745—6747 годами (1237—1239 года). Является самостоятельным литературным произведением, возникшим в середине — второй половине XIII века. В летописях представляет собой связное, непрерывное повествование, носящее вставной характер и независимое происхождение.

## Три основные версии памятника
Существует три разные версии Повести о нашествии Батыя: южная, центрально-русская и северная. Южная версия представлена в Ипатьевской летописи, центрально-русская в Лаврентьевской летописи и северная в Новгородской Первой летописи.
Версии Повести в Ипатьевской и Новгородской Первой летописях оцениваются как древнейшие.
Софийская Первая летопись, Новгородская четвёртая летопись, протографом которых является Новгородско-Софийский свод, а также зависящие от них летописи, содержат сводный рассказ, выборочно соединяющий эти три версии.
В результате длительной эволюции тексты произведений дошли до нас в виде неоднородной мозаики. В силу этого выявление первоначального ядра рассказов, а также точная датировка каждого из разбираемых текстов представляются крайне затруднительными.
Как отмечают современные историки — источниковеды наиболее полный анализ текстов Повести был сделан в 80-х годах XX века А. Ю. Бородихиным.
В результате текстологического анализа он пришёл к выводу, что тексты всех трёх ранних повестей о нашествии Батыя особо выделяются среди окружающих их летописных известий, носят вставной характер и имеют относительно независимое происхождение. Также им был сделан вывод, что для всех трёх ранних редакций Повести существовал общий источник или источники.
По мнению А. Ю. Бородихина, составители всех трёх ранних вариантов Повести так или иначе использовали «Владимирский великокняжеский свод Ярослава Всеволодовича» 1239 года, причём, как полагает исследователь, составители рассказов Ипатьевской и Новгородской Первой летописи воспользовались материалами этого свода ещё до соединения последнего с ростовской летописной традицией.

### Северная версия
Представлена в Новгородской Первой летописи.
Согласно результатам исследований А. Ю. Бородихина этот вариант Повести основывается на компиляции владимирского, ростовского и неизвестного южнорусского источников и составлен около 1255 года.
В более ранних исследованиях, сделанных В. Л. Комаровичем (40-е года XX века) было выдвинуто предположение (не подтвержденное А. Ю. Бородихиным), что северный вариант Повести был составлен в 30-40-х годах XIII века в рамках недошедшего до нас рязанского летописного свода.
Также существует мнение, которого придерживаются В. А. Кучкин и Дж. Феннел, что Повесть из Новгородской Первой летописи имеет два источника: рязанский и новгородский.

### Центрально-русская версия
Представлена в Лаврентьевской летописи, носит сводный характер и была составлена в Ростове для великого князя владимирского Ярослава Всеволодовича («Владимирский великокняжеский свод Ярослава Всеволодовича») на основании двух источников — ростовского («свода Константина и его сыновей») и владимирского («свода великого князя Юрия Всеволодовича») летописцев. Этого мнения придерживается большинство исследователей, в частности М. Д. Приселков, А. Н. Насонов, Д. С. Лихачёв.
В определении времени появления этой компиляции единодушия у исследователей нет. Называются 1239 год (Приселков М. Д.), 60-70-е года XIII века (Д. С. Лихачев), 1281 год (А. Н. Насонов).
А. Ю. Бородихин датирует соединение владимирских и ростовских записей в Лаврентьевской летописи 60-ми годами XIII века — началом XIV века.

### Южная версия
Представлена в Ипатьевской летописи, а конкретнее в её части, называемой Галицко-Волынской летописью.
Согласно исследованиям А. Ю. Бородихина, одним из источников южной версии Повести был «Владимирский великокняжеский свод Ярослава Всеволодовича» взятый до слияния владимирского и ростовского летописания, причём дата создания южной версии находится между 1245—1249 годами. Эта дата согласуется с датой 1247 год, называемой А. Н. Ужанковым.
Первоначально Галицко-Волынская летопись представляла собой свободное историческое повествование без непрерывной хронологической сетки годов, и в таком виде она присутствует в Хлебниковском списке Ипатьевской летописи, датируемом 1560-ми годами. В Ипатьевском (Академическом) списке Ипатьевской летописи, датируемом около 1428 года, представлена хронологизованная редакция Галицко-Волынской летописи. Считается, что хронологическая сетка внесена в текст в XIV или XV веке и содержит большое количество ошибок.
В предисловии к первому изданию Галицко-Волынской летописи по Хлебниковскому списку редактор издания член-корреспондент НАН Украины, доктор исторических наук Котляр Н. Ф. пишет:

Отсутствие хронологической сетки (ведь присутствующая в Ипатьевском списке появилась намного позже времени составления извода, где-то в XIV веке, и указанные на его полях годы в абсолютном большинстве своем ошибочны), обычного для традиционных летописей разделения текста на погодные статьи, уникальность большинства сведений — все это делает Галицко-Волынский извод произведением трудно доступным даже узкому кругу историков-профессионалов, не говоря уже о широких массах любителей древнерусской старины.

Более того, хронологическая сетка Галицко-Волынской летописи имеет постоянное смещение на 5 лет:

 В частности, повествование в Галицко-Волынской летописи составлялось не по годам: в Хлебниковском списке вообще нет годовой сетки (как ее, по-видимому, не было в протографе), а в Ипатьевском списке годы проставлены при составлении списка, притом с механической ошибкой — при присоединении к Киевской летописи, оканчивающейся 1200 году, составитель летописи первым годом Галицкого летописца поставил 1201, хотя на самом деле события, о которых повествуется под 1201 годом, произошли, как свидетельствуют другие источники, в 1205 году, так что хронологическую сетку следует сдвинуть лет на пять. 
Однако, как отмечалось в работе, в исторической литературе давно утвердилось мнение, что наиболее достоверным источником, проливающим свет на события, связанные с монголо-татарским нашествием на южнорусские земли, является рассказ Ипатьевской (Галицко-Волынскои) летописи. Исключительно данными этого источника пользовался С. М. Соловьев. Описывая завоевание монголами Чернигова и их приход к Киеву, М. С. Грушевский сетовал на скудость известий «единственного нашего источника — Галицко-Волынскои летописи». Примерно так же обстоит дело и в работах исследователей XX века.

## Новгородско-Софийский свод
В Софийской Первой летописи и Новгородской Четвёртой летописи, восходящих к общему протографу — Новгородско-Софийскому своду, также содержится Повесть о Нашествии Батыя.
Эта версия Повести содержат сводный рассказ, выборочно соединяющий три ранние летописные версии. Кроме того, сравнительно-текстологический анализ показывает, что при составлении Новгородско-Софийский свода, кроме Галицко-Волынской летописи, также был использован и другой южнорусский источник.
Известия общерусских — московских и новгородских — летописей XV века о событиях монголо-татарского нашествия на Русь восходят к важнейшему в истории русского летописания
Новгородско-Софийскому своду, в наиболее полном виде отразившемуся в Софийской Первой летописи, Новгородской Карамзинской летописи и Новгородской Четвёртой летописи.
Исследователи неоднократно отмечали, что при составлении общего протографа летописей новгородско-софийской группы регулярно заимствовались южнорусские известия, касающиеся отношений с монголо-татарами, в частности, был использован текст о битве русских князей с татарами на реке Калке, заимствованный из Галицко-Волынской летописи.
Систематические заимствования сделаны в статьях от «6746 год» до «6748 год», содержащих сведения о разорении татарами окраин Черниговской земли, взятии Переяславля и самого Чернигова, переговорах Михаила Всеволодовича с послами Менгу-хана, бегстве Михаила, переходе Киева под власть Даниила Галицкого, взятии Киева монголами. Из южнорусского источника заимствованы: окончание статьи «6746 год» (рассказ об обороне Козельска), статья « 6747 год» (за исключением известия о женитьбе Александра Ярославича) и полностью статья « 6748 год».

## Содержание
Ранние описания ордынского нашествия в русских летописях наполнены эсхатологическими аллюзиями. Осмысление летописцем происходящего как кары Господней, ниспосланной за грехи, определило отбор сюжетов и средств описания, а также отношение к самим завоевателям и самое главное возможности сопротивления им. При этом различия в летописных версиях Повести о Батыевом нашествии зависели от того, на сколько данный летописный центр пострадал от захватчиков и какую модель отношений с иноплеменными принял тот или иной князь.
Летописные тексты, описывающие нашествие, легитимируют вполне определённый тип поведения и взаимоотношений с завоевателями. В представлении авторов рассказов Новгородской первой и Лаврентьевской летописей спасение виделось в смиренном принятии «Божьей кары» и покаянии. Борьба с иноземцами воспринималась как заранее обреченное дело и не могла стать эталоном
поведения христианина. Автор же Ипатьевской летописи выступал за активное противостояние «безбожным», поскольку полагал, что только сопротивление им является условием спасения на Страшном Суде. При этом, однако, он был уверен, что сам по себе отпор завоевателям обречен на поражение.

### Северная версия
…В лето 6746 … В то лето придоша иноплеменьници, глаголемии Татарове, на землю Рязаньскую, множьство бещисла, акы прузи; и первое пришедше и сташа о Нузле, и взяша ю, и сташа станомь ту. И оттоле послаша послы своя, жену чародеицю и два мужа с нею, къ княземъ рязаньскымъ, просяче у нихъ десятины во всемь: и в людехъ, и въ князехъ, и въ конихъ, во всякомь десятое. Князи же Рязаньстии Гюрги, Инъгворовъ братъ, Олегъ, Романъ Инъгоровичь, и Муромьскы и Проньскыи, не въпустяче къ градомъ, выехаша противу имъ на Воронажь. И рекоша имъ князи: «олна насъ всехъ не будеть, тоже все то ваше будеть». И оттоле пустиша ихъ къ Юрью въ Володимирь, и оттоле пустиша о Нухле Татары въ Воронажи. Послаша же рязаньстии князи къ Юрью Володимирьскому, просяче помочи, или самому поити. Юрьи же самъ не поиде, ни послуша князии рязаньскыхъ молбы, но самъ хоте особь брань створити. Но уже бяше божию гневу не противитися, яко речено бысть древле Исусу Наугину богомь; егда веде я на землю обетованую, тогда рече: азъ послю на ня преже васъ недоумение, и грозу, и страхъ, и трепетъ. Такоже и преже сихъ отъя господь у насъ силу, а недоумение, и грозу, и страхъ, и трепетъ вложи в нас за грехы наша. Тогда же иноплеменьници погании оступиша Рязань и острогомь оградиша и; князь же Рязаньскыи Юрьи затворися въ граде с людми; князь же Романъ Инъгоровичь ста битися противу ихъ съ своими людьми.
Князь же Юрьи Володимирьскыи тогда посла Еремея въ сторожихъ воеводою, и сняся с Романомь; и оступиша ихъ Татарове у Коломны, и бишася крепко, и прогониша ихъ к надолобомъ, и ту убиша князя Романа и Еремея, и много паде ту съ княземь и съ Еремеемь. Москвичи же ничегоже не видевше. Татарове же взяша градъ месяца декабря въ 21, а приступили въ 16 того же месяца. Такоже избиша князя и княгыню, и мужи и жены и дети, черньца и черноризиць, иерея, овы огнемь, а инехъ мечемь, поругание черницамъ и попадьямъ и добрымъ женамъ и девицамъ пред матерьми и сестрами; а епископа ублюде богъ: отъеха проче во тъ годъ, егда рать оступи градъ. И кто, братье, о семь не поплачется, кто ся нас осталъ живыхъ, како они нужную и горкую смерть подъяша. Да и мы то видевше, устрашилися быхомъ и греховъ своихъ плакалися съ въздыханиемь день и нощь; мы же въздыхаемъ день и нощь, пекущеся о имении и о ненависти братьи. Но на предлежащая възвратимся. Тогда же Рязань безбожнымъ и поганымъ Татаромъ вземшемъ, поидоша къ Володимирю множство кровопролитець крестьяньскыя кръви. Князь же Юрьи выступи изъ Володимиря и бежа на Ярославль, а въ Володимири затворися сынъ его Всеволодъ съ матерью и съ владыкою и со всею областию своею. Безаконьнии же Измаильти приближишася къ граду, и оступиша градъ силою, и отыниша тыномь всь. И бысть на заутрье, увиде князь Всеволодъ и владыка Митрофанъ, яко уже взяту быти граду, внидоша въ церковь святую Богородицю, и истригошася вси въ образъ, таже въ скиму, от владыкы Митрофана, князь и княгыни, дчи и сноха, и добрии мужи и жены. И яко уже безаконьнии приближишася, поставивше порокы, взяша град и запалиша и огнемь, в пяток преже мясопустныя недели. И увидевше князь и владыка и княгыни, яко зажженъ бысть градъ, а людье уже огнемь кончаваются, а инии мечемь, вбегоша въ святую Богородицю и затворишася в полате. Погании же, отбивше двьри, зажгоша церковь, наволочивше леса, и издвушиша вся: ти тако скончашася, предавше душа своя господеви; инии же погнашася по Юрьи князи на Ярославль. Князь же Юрьи посла Дорожа въ просокы въ 3-хъ 1000-хъ; и прибежа Дорожь, и рече: «а уже, княже, обишли нас около». И нача князь полкъ ставити около себе, и се внезапу Татарове приспеша; князь же не успевъ ничтоже, побеже; и бы на реце Сити, и постигоша и, и животъ свои сконча ту. Богъ же весть, како скончася: много бо глаголють о немь инии. Ростовъ же и Суждаль разидеся розно. Оканьнии же они оттоле пришедше, взяша Москву, Переяславль, Юрьевъ, Дмитровъ, Волокъ, Тферь; ту же и сынъ Ярославль убиша.
Оттоле же придоща безаконьнии, и оступиша Торжекъ на сборъ чистои недели, и отыниша тыномь всь около, якоже инии гради имаху; и бишася ту оканнии порокы по две недели, и изнемогошася людье въ граде, а из Новагорода имъ не бы помочи, но уже кто же собе сталъ бе в недоумении и страсе; и тако погании взяша градъ, и исекоша вся от мужьска полу и до женьска, иереискыи чин всь и черноризьскыи, а все изъобнажено и поругано, горкою и бедною смертью предаша душа своя господеви, месяца марта въ 5, на память святого мученика Никона, въ среду средохрестьную. Туже убьени быша Иванко, посадникъ новоторжьскыи, Якимъ Влоуньковичь, Глебъ Борисовичь, Михаило Моисиевичь. Тогда же ганяшася оканьнии безбожници от Торжку Серегерьскымъ путемь оли и до Игнача креста, а все люди секуще акы траву, за 100 верстъ до Новагорода. Новъгородъ же заступи богъ и святая великая и зборная апостольская церкы святая Софья и святыи Кюрилъ и святыхъ правоверныхъ архиепископъ молитва и благоверныхъ князии и преподобьныхъ черноризець иереискаго сбора. Да кто, братье и отци и дети, видевше божие попущение се на всеи Русьскои земли. Грехъ же ради нашихъ попусти богъ поганыя на ны. Наводить богъ, по гневу своему, иноплеменьникы на землю, и тако съкрушеномъ имъ въспомянутся къ богу. Усобная же рать бываеть от сважения дьяволя: богъ бо не хощеть зла въ человецехъ, но блага; а дьяволъ радуется злому убииству и кровопролитию. Земли же сгрешивши которои, любо казнить богъ смертью или гладомь или наведениемь поганыхъ или ведромь или дъждемь силнымь или казньми инеми, аще ли покаемся и в нем же ны богъ велить жити, глаголеть бо к намъ пророкомь: обратитеся ко мне всемь сердцемь вашимь, постомь и плачемь, да еще сице створимъ, всехъ грехъ прощени будемъ. Но мы на злая възврашаемся, акы свинья валяющеся в кале греховнемь присно, и тако пребываемъ; да сего ради казни приемлемъ всякыя от бога, и нахожение ратныхъ; по божию повелению, грехъ ради нашихъ казнь приемлемъ

### Центрально-русская версия
…В лето 6744. Бысть знаменье в солнци месяца августа въ 3, в неделю по обедех бысть видети всем акы месяц четырь дьни. Тое же осени. Придоша от восточные страны в Болгарьскую землю безбожнии Татари, и взяша славныи Великыи город Болгарьскыи, и избиша оружьем от старца и до юнаго, и до сущаго младенца, и взяша товара множество, а город ихъ пожгоша огнем и всю землю ихъ плениша.
В лето 6745. На зиму придоша от всточьные страны на Рязаньскую землю лесом безбожнии Татари, и почаша воевати Рязаньскую землю, и пленоваху и до Проньска. Попленивше Рязань весь и пожгоша и князя ихъ оубиша. Ихже емше овы растинахуть, другые же стрелами растреляху в ня, а ини опакы руце связывахуть. Много же святых церкви огневи предаша, и манастыре и села пожгоша, именье не мало обою страну взяша, потом поидоша на Коломну.
Тое же зимы. Поиде Всеволодъ сынъ Юрьевъ внук Всеволожь противу Татаром, и сступишася оу Коломны. И бысть сеча велика, и оубища ю Всеволода воеводу Еремеӕ Глебовича и иных мужии много убиша оу Всеволода. И прибежа Всеволодъ в Володимерь. в мале дружине. А Татарове идоша к Москве.
Тое же зимы. Взяша Москву Татарове, и воеводу убиша, Филипа Нянка за правоверную хрестьянскую веру. А князѧ Володимера яша руками сына Юрьева. А люди избиша от старьца и до сущаго младенца. А град и церкви святыя огневи предаша, и манастыри вси и села пожгоша, и много именья въземше отидоша.
Тое же зимы. Выеха Юрьи из Володимеря в мале дружине, оурядивъ сыны своя в собе место: Всево[ло]да и Мстислава. И еха на Волъгу с сынвци своими, с Васильком и со Всеволодом, и с Володимером. И ста на Сити станом, а ждучи к собе брата своего Ярослава с полкы и Святослава с дружиною своею. И нача Юрьи князь великыи совкупляти вое противу Татаром. А Жирославу Михаиловичю приказа воєводьство в дружине своеи.
Тое же зимы. Придоша Татарове к Володимерю месяца февраля. въ 3, на память святого Семеона во вторник преж мясопустза неделю. Володимерци затвориша в граде. Всеволо же и Мстиславъ бяста, а воевода Петръ Ослядюковичь. Володимерцем не отворящимся приехаша Татари к Золотым воротом, водя с собою Вододимера Юрьевича, брата Всеволожа, и Мстиславля. И начаша просити Татарове князя великого Юрья, ест ли в граде. Володимерци пустиша по стреле на Татары. И Татарове такоже пустиша по стреле на Золотаӕ ворота. И посем рекоша Татарове Володимерцем: не стреляите, они же умолчаша. И приехаша близь к воротом и начаша Татарове молвити: Знаете ли княжича вашего, Володимера? Бе бо унылъ лицем. Всеволодъ же и Мстиславъ стояста на Золотых воротех и познаста брата свояго Володимера. О оумиленое виденье! И слезъ достоино. Всеволодъ и Мстиславъ с дружиною своею и вси гражане плакахуся, зряще Володимера. А Татарове отшедше от Золотых воротъ, и обьехаша весь градъ, и сташа станом пред Золотыми враты назрееме множство вои бещислено около всего града. Всеволод же и Мстиславъ сжалистаси брата свояго деля Володимера и рекоста дружине своеи и Петру воєводе: братья, луче ны есть оумрети перед Золотыми враты за святую Богородицу и за правоверную веру хрестьяньскую! И не да воли ихъ быти Петръ Ослѧдюковичь. И рекоста оба князя:…Си вся наведе на ны Бог грех ради наших. Яко пророкъ глаголет: Несть человеку мудрости, ни е мужества, ни есть думы противу Господеви. Яко Гос̑подеви годе бысть тако и бысть. Буди имя Господне благословенно в векы.
Створися велико зло в Суждальскои земли, якоже зло не было ни от крещенья, яко ж бысть ныне, но то оставим.
Татарове станы свое оурядивъ оу города Володимеря, а сами идоша: взяша Суждаль, и святую Богородицу разграбиша, и дворъ княжь огнемь пожгоша, и манастырь святого Дмитрия пожгоша, а прочии разграбиша. А черньци и черници старыя, и попы, и слепые, и хромыя, и слукыя, и трудоватыя, и люди все иссекоша. А что чернець юных, и черниць, и поповъ, и попадии, и дьяконы, и жены ихъ, и дчери, и сыны ихъ, то все ведоша в станы свое. А сами идоша к Володимерю.
В субботу мясопустную. Почаша наряжати лесы и порокы ставиша до вечера. А на ночь огородиша тыном около всего города Володимеря. В неделю мясопустную по заоутрени приступиша к городу, месяца февраля въ 7 на память святого мученика Феодора Стратилата. И бысть плачь велик в граде а не радость. Грехов ради наших и неправды за оумноженье безаконии наших попусти Бог поганыя не акы милуя ихъ, но нас кажа да быхом встягнулися от злых делъ. И сими казньми казнить нас Бог нахоженьем поганых: Се бо есть батогъ его да негли встягнувшеся от пути своего злаго. Сего ради в праздникы нам наводить Бог сетованье якож пророкъ глаголяще:…Преложю праздникы ваша в плачь и песни ваша в рыданье. И взяша град до обеда: от Золотых воротъ оу святого Спаса внидоша по примету чересъ город, а сюде от северныя страны от Лыбеди ко Орининым воротом и к Медяным, а сюде от Клязмы к Волжьскым воротом и тако вскоре взяша Новыи град. И бежа Всеволодъ, и Мстиславъ, и вси людье бежаша в Печернии городъ. А епископъ Митрофанъ и княгыни Юрьева съ дчерью и с снохами и со внучаты, и прочие княгини Володимеряя с детми, и множство много бояръ, и всего народа людии затворишася в церкви святые Богорордицы. И тако огнем безъ милости запалени быша… и тако скончашася.
Татарове же силою отвориша двери церковныя и видеша овы огнем скончавшася овы же оружьем до конца смерти предаша святую Богородицю разграбиша, чюдную икону одраша оукрашену златом и серебром и каменьемь драгым. И манастыре все и иконы одраша, а иные исекоша, а ины поимаша. И кресты честныя, и сосуды священныя, и книгы одраша. И порты блаженных первых князии еже бяху повешали в церквах святыхъ на память собе то же все положиша собе в полонъ. Якож пророкъ глаголеть: Боже! Придоша языци в достоянье твое. Оскверниша церковь святую твою. Положиша Иерусалима яко овощноє хранилище, положиша трупья рабъ твоихъ брашно птицам небесным плоть преподобных твоих зверем земным прольяша кровь их акы воду. И оубьенъ бысть Пахоми архимандритъ манастыря Рождества святы Богродица да игуменъ Оуспеньскыи Феѡдосии Спасьскыи, и прочии игумени, и черньци, и черници, и попы и дьяконы, от оуного и до старца и сущаго младенца. И та вся иссекоша овы оубивающе овы же ведуще босы и безъ покровенъ въ станы свое издыхающа мразом.
<…>
Но ныне на предречная взидем. Татарове поплениша Володимерь и поидоша на великого князя Георгия. Оканнии ти кровопиици и ови идоша к Ростову, а ини к Ярославлю, а ини на Волгу на Городець. И ти плениша все по Волзе доже и до Галича Мерьскаго. А ини идоша на Переяславль и тъ взяша, и оттоле всю ту страну. И грады многы — все то плениша доже и до Торжку. И несть места ни вси ни селъ тацех редко идеже не воеваша на Суждальскои земли. И взяша городовъ 14 опрочь свободъ и погостовъ во одинъ месяц февраль кончевающюся 45 тому лету. Но мы на предняя взидем. Яко приде весть к великому князю Юрью: Володимерь взятъ и церквы зборъная и епископъ, и княгини з детми, и со снохами, и со внучаты огнемь скончашася. А стареишая сына Всеволодъ с братом вне града убита люди избиты, а к тобе идут. Он же се слышавъ възпи гласомь великым со слезами, плача по правовернеи вере хрестьяньстеи, преж ина[и]паче о церкви и епископа ради, и о людех бяше бо милостивъ нежели собе и жены, и детии. И въздохнувъ из глубины сердца рекъ:… Господи! Се ли бы годе Твоему милосердью новыи Иовъ бысть терпеньем и верою яже к Богу? И нача молитися глаголя: Оувы мне Господи! Луче бы ми оумрети нежели жити на свете семь. Ныне же что ради остах азъ единъ? И сице ему молящюсѧ со слезами, и се внезапу поидоша Татарове. Он же отложивъ всю печаль, глаголя: Господи, оуслыши молтву мою и не вниди в судъ с рабом своимъ яко не оправдится пред тобою всякъ живыи яко погня врагъ душю мою. И пакы второе помолися: Господи Боже мои! На тя оуповах и спас мя, и от всех гонящих избави мя.
И поидоша безбожнии Татарове на Сить противу великому князю Гюргю. Слышав же князь Юрги с бротом своимъ Святославом и с сыновци своими Василком, и Всеволодом, и Володимером и с мужи своими поидоша противу поганым. И сступишася обои. И бысть сеча зла, и побегоша наши пред иноплеменникы. И ту оубьєнъ бысть князь Юрьи, а Василка яша руками безбожнии и поведоша в станы свое. Се же зло здеяся месяца марта въ 4 день, на память святою мученику Павла и Оульяны. И ту оубьенъ бысть князь великыи Юрьи на Сити на реце и дружины его много убиша. <…> А Василка Костянтиновича ведоша с многою нужею до Шерньского леса. И яко сташа станом нудиша и много проклятии безбожнии Татарове обычаю поганьскому быти въ их воли и воевати с ними. Но никакоже не покоришась ихъ безаконью и много сваряше я глаголя: О глухое царьство оскверньноє, никакоже мене не отведете хрестьяньское веры, аще и велми в велице беде есмъ. Богу же какъ ответъ дасте? Ему же многы душа погубили есте бес правды их же ради мучити вы. Имать Бог в бесконечныя векы и стяжет бо Господь душе те ихже есте погубили. Они же въскрежташа зубы на нь, желающе насытитися крове его. <…> И се рек абье безъ милости оубьєнъ бысть, и повержену на лесе.<…> Сего бо блаженаго князя Василка спричте Бог смерти подобно Андрееве кровью мучничьскою омывъся прегрешении своих с братом и отцемъ Георгием с великим князем. Се бо и чюдно бысть, ибо и по смерти совкупи Бог телеси ею, принесоша Василка и положиша и в церкви святые Богородица в Ростове идеже и мати его лежить. Тогда же принесоша голову великаго князя Георгия и вложиша ю в гроб к своему телу

### Южная версия
Побоище Батыево
…Въ лето [6745] Придоша безбожнии Измалтяне преже бивъшеся со князи Роускими на Калкохъ. Бысть первое приходъ ихъ на землю Рязаньскоую, и взяша град Рязань копьемь, изведше на льсти князя Юрья, и ведоша Прыньскоу: бе бо в то время княгини его Прыньскы. Изведоша княгиню его на льстн оубиша Юрье князя и княгини его. И всю землю избиша. И не пощадеша отрочатъ до соущихъ млека. Кюръ Михаиловичь же оутече со своими людми до Соуждаля. И поведа великомоу князю Юрьеви безбожных Агарянъ приходъ. Нашествіе то слышавъ великии князь Юрьи посла сына своего Всеволода со всими людми, и с нимъ кюръ Михаиловичь. Батыеви же оустремлешюся на землю Соуждальскоую. И срете и Всеволодъ на Колодне. И бившимся имъ и падъшимъ многимъ от нихъ от обоихъ. Побеженоу бывшоу Всеволодоу исповеда отцю бывшоую брань оустремленыхъ на землю и грады его. Юрьи же князь оставивъ сыне свои во Володимере и княгиню изииде изъ града. И совокоупляющоу емоу ѡколо себе вои. И не имеющоу сторожии. Изъеханъ бысть безаконьнымъ Боурондаема всь городъ изогна, и самого князя Юрья оубиша. Батыеви же стоящоу оу града борющоуся крепко о градъ, молвящимъ имъ льстью гражаномъ: где соуть князи Рязяньстии? Вашь град и князь вашь великии Юрьи не роука ли наша емши и смрети преда? И оуслышавъ о семь преподобный Митрофанъ епископ начатъ глаголати со слезами ко всимъ: Чада не оубоимся о прельщьньи от нечестивых, и ни приимемь си во оумъ тленьнаго сего и скоро миноующаго житья. Но ономь не скоро миноующемь житьи попечемься еже со ангелыи житье, аще и градъ нашь пленьше копиемь возмоуть, и смрерти ны предасть, азъ о томь чада пороучьникъ есмь, яко венца нетленьнаа от Христа Бога приимете. О сем же словеси слышавше вси начаша крепко боротися, Тотаромъ же порокы градъ бьющемь стрелами бещисла стреляющимъ. Се оувидевъ князь Всеволодъ, яко крепчее брань належить оубояся бе бо и самъ младъ. Самъ изъ града изииде с маломъ дроужины, и несы со собою дары многии, надеяше бо ся от него животъ прияти. Онъ же яко сверпыи зверь не пощади оуности его: веле предъ собою зарезати. И градъ всь избье. Еписокпу же преподобному во церквь оубегшоу со княгинею и с детми. И повеле нечестивыи огньмь зажещи. Ти тако душа своя предаша в роуце Богу. Град емоу избившоу Володимерь поплени град Соуждальскиие и приде ко граду Козельскоу боудоущоу в немь князю младу именемь Василью. Оуведавыни же нечестивии, яко оумъ крепкодушьныи имеють людье во град словесы лестьными не возможно бе град прияти. Козляне же светъ створше, не вдатися Батыю, рекше: яко аще князь нашь млад есть, но положимъ животъ свои за нь, и сде славоу сего света приимше, и тамъ небесныя венца от Христа Бога приимемь. Тотаром же бьющимся о град прияти хотящимъ град разбившимъ градоу стеноу. И возиидоша на валъ Татаре Козляне же ножи резахоуся с ними. Светъ же створиша изиити на полкы Тотарьскые. И исшедше изъ град исекоша праща ихъ нападше на полъкы ихъ. И оубиша от Татаръ 4 тысящи. И саме же избьени быша. Батыи же взя городъ изби вси. И не пощаде от отрочатъ до сосоущих млеко. О князи Васильи неведомо есть. И инии глагохоу яко во крови оутоноулъ есть, понеже оубо младъ бяше есть. Оттоудоу же воу Татарехъ не смеють его нарещи град Козлескъ, но град злыи, понеже бишася по семь недель, оубиша бо от Татаръ сыны темничи три. Татари же искавше и не могоша ихъ изнаити во множестве троупъ мертвых. Батыеви же вземшю Козлескъ и поиде в землю Половецькоую. Оттоуда же поча посылати на град Роусьскые. И взять град Переяславль копьемь, изби всь, и церквь архангела Михаила, скроуши и сосоуды церьковьныя бещисленыя златыа, и драгаго каменья взятъ. И епископа преподобного Семеона оубиша. В то же время посла на Черниговъ обьстоупиша град в силе тяжце. Слышавъ же Мьстиславъ Глебовичь нападение на град иноплеменьных приде на ны со всими вои. Бившимъся имъ побеженъ бысть. Мьстиславъ. И и множество от вои его избьенымъ бысть, и градъ взяша, и запалиша огньмь. Еписокопа оставиша жива и ведоша и во Глоуховъ. Меньгоуканови же пришедшоу сглядатъ град Кыева. Ставшоу же емоу на онои стране Днестра во градъка Песочного. Видивъ град оудивися красоте его и величествоу его, присла послы свои к Михаилоу и ко гражаномъ хотя е прельстити. И не послоушаша его.
Въ лето [6746] Михаилъ бежа по сыноу своемь передъ Татары Оугры, а Ростиславъ Мьстиславичь Смоленьского седе Кыеве. Данилъ же еха на нь и я его и остави в немь Дмитра. И вдасть Кыевъ в роуце Дмитрови обьдержати противоу иноплеменьныхъ языкъ безбожьныхъ Татаровъ.
Въ лето [6747]
Въ лето [6748] Приде Батыи Кыевоу в силе тяжьце, многомь множьствомь силы своеи, и окроужи град, и остолпи си Татарьская. И бысть град во обьдержаньи велице. И бе Батыи оу города. И отроци его обьседяхоу град. И не бе слышати от гласа скрипания телегъ его множества ревения. вельблудъ его. и рьжания от гласа стадъ конь его. И бе исполнена земля Роускаӕ ратных. Яша же в них Татарина именемь Товроулъ, и тъ исповеда имъ всю силоу ихъ. Се бяхоу братья его силныи воеводы Оурдю, и Баидаръ, Бирюи Каиданъ, Бечакъ, и Меньгоу, и Кююкь иже вратися оуведавъ смреть кановоу и бысть каномь. Не от роду же его, но бе воевода его перьвыи Себедаи богатоуръ и Боуроунъдаии багатырь иже взӕ Болгарьскоую землю, и Соуждальскоую. Инехъ бещисла воеводъ ихже не исписахомъ зде. Постави же Баты порокы городоу подъле вратъ Лядьскьх. Тоу бобеахоу пришли дебри. Порокомъ же бес престани бьющимъ день и нощь, выбиша стены. И возиидоша горожаны на избыть стены, и тоу беаше видити ломъ копеины и щетъ скепание. Стрелы омрачиша светъ побеженым. И Дмитрови раненоу бывшоу взиидоша Татаре на стены и седоша того дьне и нощи. Гражане же создаша пакы дроугии град около святое Богородице. Наоутря же придоша на не, и бысть брань межи ими велика. Людем же оузбегшимъ и на церквь, и на комаръ церковныя и с товары своими. От тягости повалишася с ними стены церковныя. И приятъ бысть град сице воими. Дмитрея же изведоша язвена и не оубиша его, моужьства ради его.
В то же время ехалъ бяше Данилъ Оугры королеви, и еще бо бяшеть не слышалъ прихода поганыхъ Татаръ на Кыевъ. Батыю же вземшю град Кыевъ, и слышавъшоу емоу о Даниле, яко Оугрехъ есть поиде самъ Володимероу. И приде к городу Колодяжьноу и постави порока 12 и не може разбити стены. И начатъ перемолъвливати люди. Они же послоушавше злого света его передашася и сами избити быша. И приде Каменцю Изяславлю взятъ я. Видивъ же Кремянець и градъ Даниловъ яко не возможно прияти емоу и отиде от нихъ. И приде к Володимироу и взя и копьемь, и изби и не щадя. Тако же и град Галичь иныи грады многы имже несть числа. Дмитрови же Кыевьскомоу тысяцкомоу Даниловоу рекшоу Батыеви: [Не] мози стряпати [мешкать] в земле сеи долго: время ти есть на Оугры оуже поити. Аще ли встряпаеши земля ти есть силна: сберуться на тя и не поустять тебе в землю свою. Про то же рече емоу види бо землю гибноущоу Роускоую. От нечестиваго Батыи же послоуша совета Дмитрова иде Оугры

## Издания
- Суздальская летопись по Лаврентьевскому списку // Лаврентиевская летопись / Под ред. И. Ф. Карского. — 2. — Л.: Издательство АН СССР, 1927. — Т. I. — Стб. 460—467. — (ПСРЛ).;
- Новгородская первая летопись старшего извода // Новгородская первая летопись старшего и младшего изводов. — М.—Л.: Издательство АН СССР, 1950. — С. 74–77.

- Новгородская первая летопись младшего извода // Новгородская первая летопись старшего и младшего изводов. — М.—Л.: Издательство АН СССР, 1950. — С. 286–289.
- Ипатьевская летопись. — 3. — М., 1962. — Т. II. — Стб. 778—785. — (ПСРЛ).
- Софийская первая летопись старшего извода. — Языки русской культуры, 2000. — Т. VI. — Стб. 288—300. — 320 с. — (ПСРЛ).
- Новгородская четвертая летопись. — Петроград: Типография Я.Башмаков и К, 1915. — Т. IV. — С. 215—222. — (ПСРЛ).